# Коув-Крік (Північна Кароліна)
Коув-Крік (англ. Cove Creek) — переписна місцевість (CDP) в США, в окрузі Вотоґа штату Північна Кароліна. Населення — 1068 осіб (2020).

## Географія
Коув-Крік розташований за координатами 36°17′9″ пн. ш. 81°47′14″ зх. д. / 36.28583° пн. ш. 81.78722° зх. д. (36.285883, -81.787327).  За даними Бюро перепису населення США в 2010 році переписна місцевість мала площу 22,05 км², з яких 22,04 км² — суходіл та 0,01 км² — водойми.

## Демографія
Згідно з переписом 2010 року, у переписній місцевості мешкала 1171 особа в 485 домогосподарствах у складі 336 родин. Густота населення становила 53 особи/км².  Було 604 помешкання (27/км²).
Расовий склад населення:
| - 96,4 % — білих - 0,4 % — чорних або афроамериканців - 0,4 % — азіатів - 0,2 % — корінних американців - 1,2 % — осіб інших рас |

До двох чи більше рас належало 1,4 %. Частка іспаномовних становила 3,5 % від усіх жителів.
За віковим діапазоном населення розподілялося таким чином: 20,6 % — особи молодші 18 років, 63,3 % — особи у віці 18—64 років, 16,1 % — особи у віці 65 років та старші. Медіана віку мешканця становила 41,0 року. На 100 осіб жіночої статі у переписній місцевості припадало 91,0 чоловіків;  на 100 жінок у віці від 18 років та старших — 90,6 чоловіків також старших 18 років.
Середній дохід на одне домашнє господарство  становив 57 187 доларів США (медіана — 41 940), а середній дохід на одну сім'ю — 63 486 доларів (медіана — 40 776). Медіана доходів становила 32 198 доларів для чоловіків та 31 344 долари для жінок. За межею бідності перебувало 9,3 % осіб, у тому числі 3,3 % дітей у віці до 18 років та 7,9 % осіб у віці 65 років та старших.
Цивільне працевлаштоване населення становило 607 осіб. Основні галузі зайнятості: освіта, охорона здоров'я та соціальна допомога — 34,1 %, роздрібна торгівля — 25,5 %, науковці, спеціалісти, менеджери — 7,9 %, мистецтво, розваги та відпочинок — 7,6 %.